# Dick MacPherson
Pour les articles homonymes, voir MacPherson.
Richard F. MacPherson, dit Dick MacPherson, né le 4 novembre 1930 à Old Town (Maine) et mort le 8 août 2017 à Syracuse (État de New York), est un entraîneur de football américain.
Il a été entraîneur-principal de l'université de Massachusetts de 1971 à 1977, de l'université de Syracuse entre 1981 et 1990 et des Patriots de la Nouvelle-Angleterre entre 1991 et 1992. 

## Distinction
Dick MacPherson a été élu au College Football Hall of Fame comme entraîneur en 2009.